# Walter Waalderbos
Walter Waalderbos (Enschede, 21 juli 1951) is een Nederlands voormalig voetballer die onder meer uitkwam voor Go Ahead Eagles, FC Groningen en Emmen. Hij speelde als verdediger. Nadien was hij trainer in het amateurvoetbal.

## Trivia
Rond de Europese campagne van FC Groningen in het seizoen 1983/84 verscheen in oktober 1983 een muzieksingle met het FC Groningen Cuplied. De B-kant was het nummer Wie weet waar Wally Waalderbos woont?.